# 6e brigade aéroportée (Royaume-Uni)
La 6e brigade aéroportée est une brigade d'infanterie aéroportée de l'armée britannique pendant la Seconde Guerre mondiale. Créée en mai 1943, elle est composée de trois bataillons d'infanterie utilisant des planeurs et d'unités de soutien. Elle est affectée à la 6e division aéroportée, aux côtés des 3e et 5e brigades parachutistes.
Lors du débarquement du 6 juin 1944, la brigade participe à l'opération Tonga, tenant le flanc sud de la tête de pont parachutiste sur l'Orne. En août 1944, au cours des dernières semaines de la bataille de Normandie, la brigade participe avec le reste de la 6e division aéroportée à l'avancée des troupes britanniques vers la Seine. Rapatriée en Angleterre en septembre, la brigade, avec le reste de la division, retourne en Europe continentale en décembre pour contrer l'offensive de l'armée allemande dans les Ardennes. Sa dernière mission aéroportée de la guerre est l'opération Varsity en mars 1945, un assaut aéroporté pour traverser le Rhin, après quoi elle progresse à travers l'Allemagne, atteignant la mer Baltique à Wismar à la fin de la guerre.
La 6e brigade est retirée d'Allemagne à la fin du mois de mai 1945 et est envoyée en Palestine avec le reste de la 6e division aéroportée pour y assurer des missions de sécurité dans le contexte troublé qui précède la création de l’État d’Israël. À la suite de l'arrivée de la 1re brigade parachutiste (en), la 6e brigade aéroportée n'est plus nécessaire et, le 15 avril 1946, elle est dissoute. Son personnel est transféré dans la 31e brigade d'infanterie (en), une unité non aéroportée.